# FA-cupfinalen 1923
FA-cupfinalen 1923 spelades den 28 april 1923  på Wembley Stadium. Det var den 48:e finalen genom tiderna i FA-cupen som är världens äldsta fotbollstävling. FA-cupfinalen är den sista matchen, finalen, för att kora mästarna i den årliga cupturneringen arrangerad av engelska fotbollsförbundet, Football Association, sedan starten säsongen 1871/72.
Det var den första finalen att spelas på nyinvigda Wembley Stadium i London. Den är beryktad på grund av den stora publiken, den officiella publiksiffran var 127 000, men det ryktades att cirka 250 000 befanns sig på arenan under matchen. 
Matchen spelades mellan Bolton Wanderers och West Ham United. Den vanns av Bolton med 2-0 som därmed blev de 48:e mästarna i denna ärorika och klassiska turnering, målen gjordes av David Jack och Jack Smith.

## Vägen till finalen

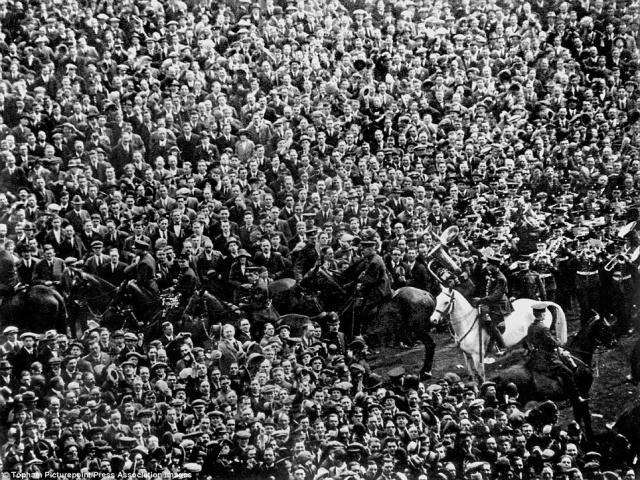
"Billie" den vita hästen som lett till att finalen kallas "Den vita hästens final"

Totalt 64 lag var kvar i turneringen när dess ordinarie första omgång spelades den 13 januari 1923. Av dessa var 41 av de 44 lagen i ligans division 1 och division 2 direktkvalificerade till första omgången. De tre sämsta placerade lagen i division 2 samt lagen från division 3 södra och division 3 norra samt icke-liga lagen hade börjat i någon av de sex kvalomgångarna. 
Bägge finallagen hade spelat fem omgångar för att nå finalen. Bolton, från division 1, hade vunnit matcherna i de tre föregående omgångarna med 1–0 och med David Jack som ende målskytt varje gång. I semifinalen hade laget besegrat Sheffield United. West Ham, från division 2, hade ställts mot motståndare från division 2 eller lägre i varje omgång. West Ham hade behövt tre matcher för att besegra Southampton i fjärde omgången men vunnit lätt mot Derby County i semifinalen.
| Omgång    | Motståndare           | Resultat |
| --------- | --------------------- | -------- |
| 1:a       | Norwich City (b)      | 2–0      |
| 2:a       | Leeds United (h)      | 3–1      |
| 3:e       | Huddersfield Town (b) | 1–1      |
| 3:e       | Huddersfield Town (h) | 1–0      |
| 4:e       | Charlton Athletic (b) | 1–0      |
| Semifinal | Sheffield United (n)  | 1–0      |

| Omgång    | Motståndare                | Resultat |
| --------- | -------------------------- | -------- |
| 1:a       | Hull City (b)              | 3–2      |
| 2:a       | Brighton & Hove Albion (b) | 1–1      |
| 2:a       | Brighton & Hove Albion (h) | 1–0      |
| 3:e       | Plymouth Argyle (h)        | 2–0      |
| 4:e       | Southampton (b)            | 1–1      |
| 4:e       | Southampton (h)            | 1–1      |
| 4:e       | Southampton (n)            | 1–0      |
| Semifinal | Derby County (n)           | 5–2      |

## Matchsummering av finalen

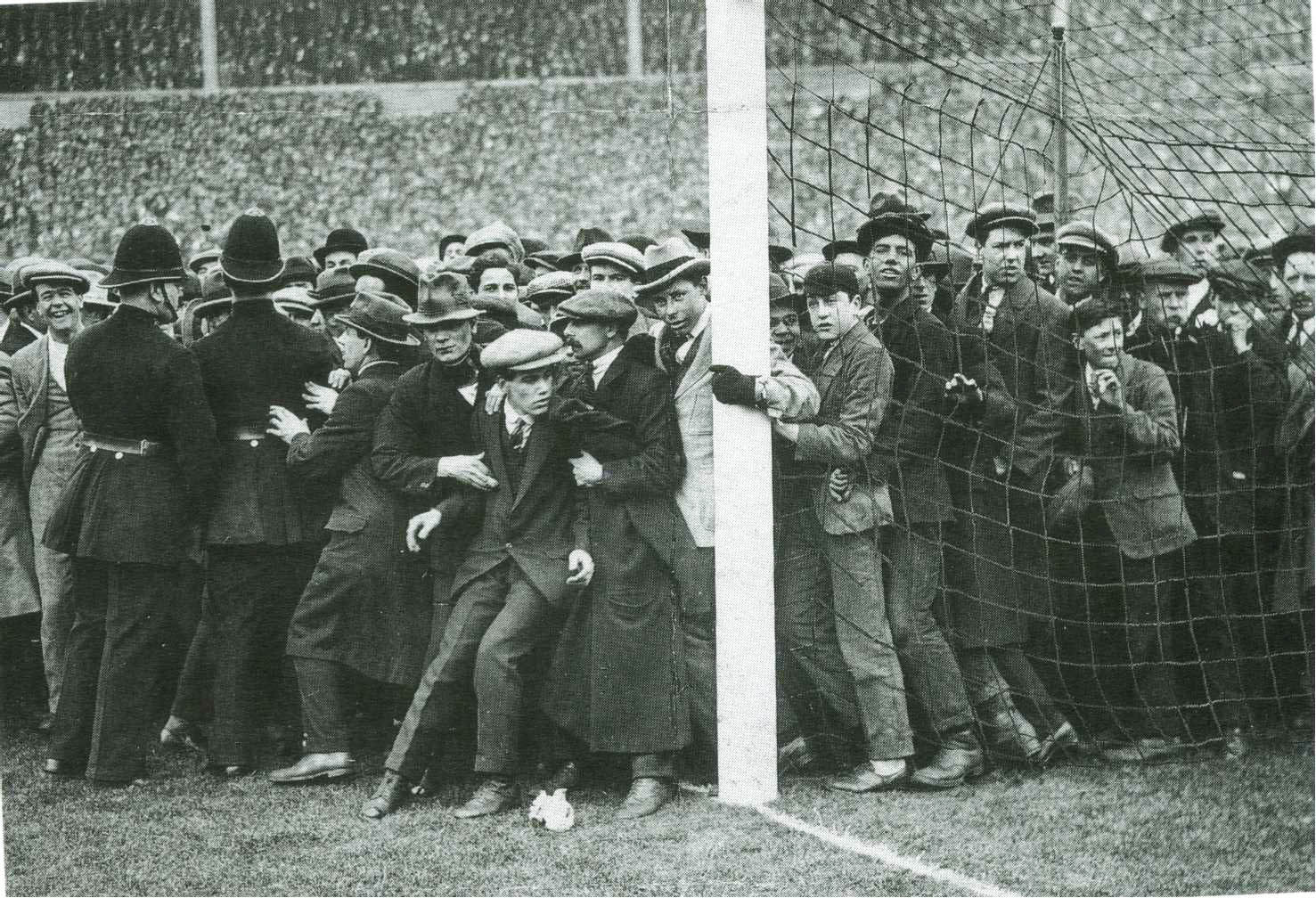
Spelplanen fick rensas av publik innan matchen kunde börja

Finalen föregick med kaotiska scener där stora grupper av publiken forcerar sig in på arenan, långt över den officiella publikkapaciteten på cirka 125 000. Det har uppskattats att mellan 250 000 och 300 000 åskådare fick tillträde vilket ledde till att läktarna var överfulla och att åskådarna dessutom stod inne på och runt spelplanen. Matchstarten blev fördröjd 45 minuter medan ridande polis såg till att spelplanen rensades från bublik. En av hästarna som användes var vit och var en stark kontrast inne på planen bland de ridande poliserna och därmed kom finalen att kännetecknas som "Den vita hästens final".
Trots att West Ham inledde starkt så var ändå Bolton det starkare laget. Matchen avgjordes av Bolton genom ett mål i vardera halvleken, det första efter enbart 2 minuters spel av David Jack och det andra var omdiskuterat mål efter 53 minuters spel av Jack Smith..

## Matchfakta
|           | 28 april 1923 | Bolton Wanderers  | 2 – 0           | West Ham United | Wembley Stadium                     |                                     |
| 15:00 BST | 15:00 BST     | Jack 2′ Smith 53′ | (1 – 0) Rapport |                 | Publik: 126 047 Domare: D. H. Asson | Publik: 126 047 Domare: D. H. Asson |
| 15:00 BST | 15:00 BST     |                   |                 |                 | Publik: 126 047 Domare: D. H. Asson | Publik: 126 047 Domare: D. H. Asson |
| 15:00 BST | 15:00 BST     |                   |                 |                 | Publik: 126 047 Domare: D. H. Asson | Publik: 126 047 Domare: D. H. Asson |

| Bolton | West Ham |

| BOLTON:           |  |                |
|                   |  |                |
| MV                |  | Dick Pym       |
| B                 |  | Bob Haworth    |
| B                 |  | Alex Finney    |
| HB                |  | Harry Nuttall  |
| HB                |  | Jimmy Seddon   |
| HB                |  | Billy Jennings |
| FW                |  | Billy Butler   |
| FW                |  | David Jack     |
| FW                |  | Jack Smith     |
| FW                |  | Joe Smith (c)  |
| FW                |  | Ted Vizard     |
| Manager:          |  |                |
| Charles Foweraker |  |                |

| WEST HAM: |  |                 |
|           |  |                 |
| GK        |  | Ted Hufton      |
| FB        |  | Billy Henderson |
| FB        |  | Jack Young      |
| HB        |  | Syd Bishop      |
| HB        |  | George Kay (c)  |
| HB        |  | Jack Tresadern  |
| FW        |  | Dick Richards   |
| FW        |  | Billy Brown     |
| FW        |  | Vic Watson      |
| FW        |  | Billy Moore     |
| FW        |  | Jimmy Ruffell   |
| Manager:  |  |                 |
| Syd King  |  |                 |

| MATCHREGLER - 90 minuters speltid. - 30 minuters extratid (om oavgjort vi full tid och enligt kaptenernas beslut). - Omspel om det fortfarande är oavgjort efter extratiden. - Inga avbytare. |